# BR Schlager
BR Schlager ist ein Hörfunkprogramm des Bayerischen Rundfunks, das 24 Stunden am Tag auf digitalem Weg (v. a. DAB+) verbreitet wird. Auf den Frequenzen dieses Programms wurde bis zum 1. September 2008 das Programm Bayern mobil ausgestrahlt. Seit dem 2. Februar 2015 sendet BR Schlager aus dem Studio Franken in Nürnberg und ist damit das erste Vollprogramm des BR aus dem Regionalstudio, das bayernweit zu hören ist.
Bis zum 20. Januar 2021 hieß BR Schlager Bayern plus – früher im Digitalradio als Bayern+ bezeichnet. Im Zuge der Umbenennung erfolgte die Einführung eines neuen Logos und Webauftritts sowie ein neues Programmschema.

## Programm
Bei BR Schlager handelt es sich um eine Musik- und Servicewelle für eine schlageraffine Zielgruppe; Senderangaben zufolge liegt der musikalische Schwerpunkt auf deutschsprachigem Schlager. In den ersten Jahren wurden auch Formate mit alpenländischer Volksmusik aus Bayern, Österreich und der Schweiz sowie Instrumentalmusik gesendet. Diese Volksmusik-, Blas- und Laienmusiksendungen sind seit dem 2. Februar 2015 auf dem Digitalradiosender BR Heimat zu hören. Zwischen 6 und 14 Uhr sowie zwischen 16 und 18 Uhr werden auf BR Schlager montags bis freitags Tagesbegleitmagazine mit aktuellen Themen und Tipps ausgestrahlt. Samstags läuft die Servicesendung zwischen 8 und 12 Uhr und am Sonntag werden zwischen 12 und 15 Uhr Musikwünsche erfüllt.
Zum 11. Januar 2013 nahm der Sender Die deutsche Schlagerparade mit Harry Blaha und die Showbühne mit Wolfgang Aschenbrenner von Bayern 1 ins Programm auf. Die deutsche Schlagerparade läuft seit Januar 2021 donnerstags zwischen 19 und 21 Uhr, Die Showbühne sonntags von 20 bis 21 Uhr. Die deutsche Schlagerparade wird auf MDR Schlagerwelt am Freitagabend wiederholt. Die deutsche Schlagerparade wird zudem am Samstag um 12 Uhr auf BR Schlager wiederholt.
Täglich läuft von 22 bis 6 Uhr die ARD Schlagernacht, ein Gemeinschaftsprogramm mit hr4, MDR Schlagerwelt und NDR Schlager. In dieser Zeit werden die Nachrichten von NDR Info übernommen, die ab 22 Uhr für das ganze Bundesgebiet im Rahmen der ARD-Infonacht produziert werden.

### Senderlogos

Logo von Bayern plus bis 20. Januar 2021
Erstes Logo von BR Schlager seit Januar 2021
Logo 2024 (in Umstellung*)

* Seit Anfang 2024 nimmt der BR ein Logo-Update vor, welches schrittweise umgesetzt wird. Während der Umstellung sind sowohl das Neue, als auch das bisherige Logo zu finden.

## Einstellung 2027
Im Zuge der von der Politik geforderten Reduzierung der ARD-Radiosender im Rahmen des Reformstaatsvertrags kündigte der Bayerische Rundfunk im Juli 2025 an, BR Schlager zum Jahr 2027 einzustellen. Ebenfalls betroffen sind Puls, BR24live und BR Verkehr. Für Schlagerfans soll es ein neues Angebot in der ARD Audiothek geben.

## Moderatoren
Moderatoren von BR Schlager sind Wolfgang Aschenbrenner, Harry Blaha, Eva Deiglmayr, Karin Schubert, Peter Fraas, Christian Kienast, Jürgen Lassauer, Petra Mentner, Andreas Hahn, Michael Strassmann, Tom Viewegh, Markus Wagner und Erich Wartusch.

## Empfang
- Bayernweit über DAB+ auf Kanal 11D, sowie in Berlin auf Kanal 7D
- Europaweit mittels DVB-S via Astra 19,2° Ost
- in den meisten Kabelnetzen mittels DVB-C
- Weltweit über das Internet über Nutzung des Bayern plus-Livestreams

### Verbreitung über Internet und Smartphone-Apps
BR Schlager wird über das Internet im MP3-Format (M3U) mit der Datenrate 128 kB/s angeboten.
Über die BR-Radio-App kann der Livestream über die HLS-Technologie gehört werden und mit Titel-, Programm- und Moderatoreninfos interagiert werden. Zudem kann man über die App im Radioprogramm entlang einer Zeitleiste zurückspulen und Sendungen nachhören. Die BR-Schlager-Podcasts stehen in der ARD Audiothek zur Verfügung. Die Apps gibt es für die Betriebssysteme Android und iOS.

### Früherer Empfang über Mittelwelle
Bayern plus war bis 30. September 2015 über die Mittelwellenfrequenzen Ismaning und Dillberg (beide auf 801 kHz) sowie Würzburg und Hof (beide auf 729 kHz) jeweils im Gleichwellennetz erreichbar.